# Flotzheim

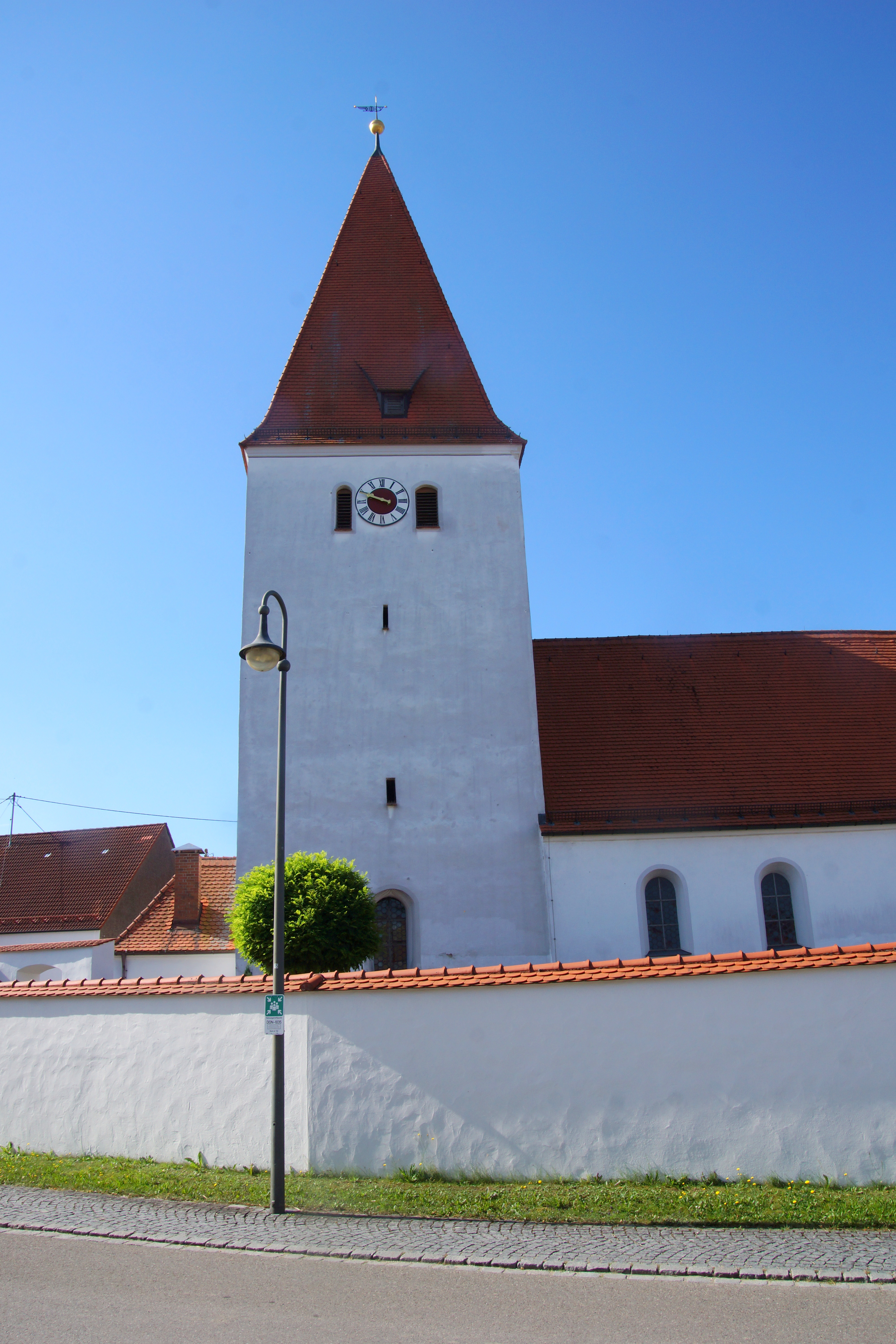
Pfarrkirche Mariä Himmelfahrt

Flotzheim ist ein Gemeindeteil der Stadt Monheim im Landkreis Donau-Ries (Regierungsbezirk Schwaben, Bayern). Zur Gemarkung gehören das Dorf Kreut (93 Einwohner) und der Weiler Hagenbuch (7 Einwohner).

## Geographie
Das Pfarrdorf liegt circa drei Kilometer westlich von Monheim.

### Dialektgrenzen
Flotzheim und Kreut zählen zu den Grenzorten des alemannischen Dialektraums zum Bairischen hin. Der Hauptort Monheim selbst zählt bereits zum bairischen Dialektgebiet.

## Geschichte
Flotzheim war im Mittelalter als erstes im Besitz der Grafen aus Graisbach, später des Klosters Kaisheim. Am 1. Mai 1978 wurde das Dorf in die Stadt Monheim eingemeindet. Bis zur Stilllegung der Strecke hatte der Ort einen Haltepunkt an der Bahnstrecke Fünfstetten–Monheim.

## Politik
Örtliche Stadträte sind Christof Böswald aus Flotzheim (zugleich Dritter Bürgermeister) und Alfons Meier (Kreut). Beide Stadträte gehören der Monheimer Umlandliste (MUM) an.

## Kirchliche Verhältnisse
1065 wird Phlabsheim als eine seit langer Zeit bestehende Pfarrkirche genannt. Das Patronatsrecht hatten die Grafen von Graisbach als Lehen des Bischofs von Eichstätt inne. 1321 gab Graf Berthold von Graisbach das Patronatsrecht an den Eichstätter Bischofsstuhl zurück. Später verlieh der Bischof das Patronatsrecht an das Kloster Kaisheim, dem es 1407 durch Papst Bonifaz IX. mit Zustimmung des Eichstätter Bischofs Friedrich IV. von Oettingen inkorporiert wurde. Vor dem Dreißigjährigen Krieg war Flotzheim zeitweise protestantisch; im Krieg selbst blieb die Pfarrei eine Zeitlang verwaist und wurde von Monheim aus versehen.

## Pfarrkirche
Die katholische Pfarrkirche Mariä Himmelfahrt ist in die Denkmalliste eingetragen. Der Turm ist wohl romanisch (13. Jahrhundert), das Schiff wurde in der zweiten Hälfte des 17. Jahrhunderts erneuert und mit der Kanzel versehen. Das Deckenfresko des Chorraumes bezieht sich auf das Patronat, ist von 1750 und signiert „V. GREITHMANN PINX“. Es wurde 1907 bei der Innenrenovierung aufgedeckt. Die weiteren Deckenbilder schuf Kaspar Schleibner im Jahr 1905.
Siehe auch: Pfarrhaus (Flotzheim)
Der Ortsfriedhof an der Kirche wurde im Jahre 2008 im Friedhofsprojekt des Bayerischen Landesvereins für Familienkunde fotografiert. Über 250 Grabinschriften sind abrufbar.

## Persönlichkeiten
- Cölestin von Königsdorfer (1756–1840), letzter Abt des Klosters Heilig Kreuz in Donauwörth, wurde in Flotzheim geboren.